# Электрокапиллярные явления
Электрокапиллярные явления — явления, возникающие при существовании разности электрических напряжений между соприкасающимися телами и связанные с зависимостью от потенциала электрода поверхностного натяжения на границе электрода и электролита. Зависимость коэффициента трения электрода, смачиваемости и твёрдости от его потенциала также относится к электрокапиллярным явлениям.
Причина возникновения электрокапиллярных явлений — существование ионов на поверхности металла, которые образуют поверхностный заряд и обеспечивают создание двойного электрического слоя при отсутствии внешней электродвижущей силы. Из-за того, что одинаково заряженные ионы вдоль поверхности раздела фаз взаимно отталкиваются, стягивающие молекулярные силы оказываются скомпенсированы, что приводит к более низкому, чем на незаряженной поверхности, поверхностному натяжению. Если же извне подвести заряды с противоположным знаком, то поверхностное натяжение начнёт повышаться и достигнет максимума при достижении полной компенсации электростатическими силами стягивающих, а затем, если подвод зарядов извне продолжить, начнётся процесс уменьшения натяжения по причине появления и роста нового поверхностного заряда.
Специфическая адсорбция этих ионов, особенно в случае с поверхностно-активными веществами, сильно связана с электрокапиллярными явлениями, поэтому с её помощью можно определять их поверхностную активность: таким образом, например, можно определить адсорбционную способность ряда расплавленных металлов, таких как алюминий, цинк, галлий и кадмий.